# City Preachers
I City Preachers sono considerati il primo gruppo di folk-rock che la Germania abbia avuto.
Si riunirono nel 1965 ad Amburgo, sulla spinta di un impiegato di banca, il londinese John O'Brien-Docker. La musica del gruppo era il risultato di una ricerca basata sulla musica folclorica di tutto il mondo, dal flamenco spagnolo al blues statunitense, dai suoni del bouzouki greco alle canzoni ebraiche e dei Balcani, il tutto spesso inquadrato nel contesto di una prima forma di canzone di protesta, non però nello stile rock/new wave dei successivi Ton Steine Scherben o del tipico cantautorato tedesco (Liedermacher).
Il gruppo ha pubblicato dischi dal 1965 ai primi anni settanta, con formazioni diverse, composte dai cinque ai quindici elementi, e con discreti risultati in termini di vendita.
Da questa esperienza seminale, sono sorti alcuni musicisti importanti per la musica tedesca: Alexandra O'Brien-Docker, Inga Rumpf, Kynaston Sibylle, Jean-Jacques Kravetz e Udo Lindenberg, mentre per un certo periodo il gruppo ha visto la partecipazione di Dagmar Krause.
Da un troncone dei City Preachers sono nati nel 1969 i Frumpy (inizialmente con il nome di New City Preachers).

## Discografia
- 1965 - Folklore
- 1966 - Die City Preachers
- 1966 - Warum? (Philips Records)
- 1967 - Cool Water
- 1968 - Der Kürbis, das Transportproblem und die Traumtänzer
- 1971 - Back to the City
- 1982 - Inga Rumpf and the City Preachers (Teldec)